# Eric Cantú
Eric David Cantú Guerrero (Monterrey, 28 febbraio 1999) è un calciatore messicano, difensore dell'Atlante.

## Carriera

### Club
Cresciuto nel settore giovanile del Monterrey, ha esordito in prima squadra il 28 febbraio 2018 disputando l'incontro di Copa MX vinto 2-3 contro il Correcaminos UAT. Il 1º luglio 2021 viene girato in prestito all'Atlético San Luis.

### Nazionale
Ha giocato nella nazionale messicana Under-23.

## Statistiche

### Presenze e reti nei club
Statistiche aggiornate al 22 luglio 2021.
| Stagione         | Squadra           | Campionato       | Campionato | Campionato | Coppe nazionali | Coppe nazionali | Coppe nazionali | Coppe continentali | Coppe continentali | Coppe continentali | Altre coppe | Altre coppe | Altre coppe | Totale | Totale |
| Stagione         | Squadra           | Comp             | Pres       | Reti       | Comp            | Pres            | Reti            | Comp               | Pres               | Reti               | Comp        | Pres        | Reti        | Pres   | Reti   |
| ---------------- | ----------------- | ---------------- | ---------- | ---------- | --------------- | --------------- | --------------- | ------------------ | ------------------ | ------------------ | ----------- | ----------- | ----------- | ------ | ------ |
| feb.-apr. 2018   | Monterrey         | LMX              | 3          | 0          | CM              | 1               | 0               |                    | -                  | -                  |             | -           | -           | 4      | 0      |
| 2018-2019        | Monterrey         | LMX              | 14         | 0          | CM              | 7               | 0               | CCL                | 1                  | 0                  | SM          | 0           | 0           | 22     | 0      |
| 2019-2020        | Monterrey         | LMX              | 1          | 0          | CM              | 4               | 0               |                    | -                  | -                  | Cmc         | 0           | 0           | 5      | 0      |
| 2020-2021        | Monterrey         | LMX              | 6          | 0          |                 | -               | -               | CCL                | 1                  | 0                  |             | -           | -           | 7      | 0      |
| Totale Monterrey | Totale Monterrey  | Totale Monterrey | 24         | 0          |                 | 12              | 0               |                    | 2                  | 0                  |             | 0           | 0           | 38     | 0      |
| 2021-2022        | Atlético San Luis | LMX              | 0          | 0          |                 | -               | -               |                    | -                  | -                  |             | -           | -           | 0      | 0      |
| Totale carriera  | Totale carriera   | Totale carriera  | 24         | 0          |                 | 12              | 0               |                    | 2                  | 0                  |             | 0           | 0           | 38     | 0      |

## Palmarès

### Club

#### Competizioni nazionali
- Campionato messicano: 1

Monterrey: Apertura 2019
- Copa MX: 1

Monterrey: 2019-2020
- Liga de Expansión MX: 1

Atlante: Clausura 2024

#### Competizioni internazionali
- CONCACAF Champions League: 1

Monterrey: 2019